# بارسلوس (آمازوناس)
بارسلوس (به پرتغالی: Barcelos) یک منطقهٔ مسکونی در برزیل است که در آمازوناس (برزیل) واقع شده‌است. بارسلوس ۱۲۲٬۴۷۵٫۷۲۸ کیلومتر مربع مساحت و ۲۷٬۶۳۸ نفر جمعیت دارد.